# خانيمن
خانيمن هي مدينة في مقاطعة مرودشت، إيران. عدد سكان هذه المدينة هو 3,020 في سنة 2016.